# Frälsningsarmén, Gävle
Frälsningsarmén i Gävle är en kyrka i stadsdelen Brynäs i Gävle. Kyrkan stod färdig 1979. Den ersatte en äldre kyrka som invigdes 1888 av Hanna Ouchterlony. Den äldre kyrkan finns kvar och är ombyggd för hjälpverksamhet inom Ria.